# Řády, vyznamenání a medaile Dánska

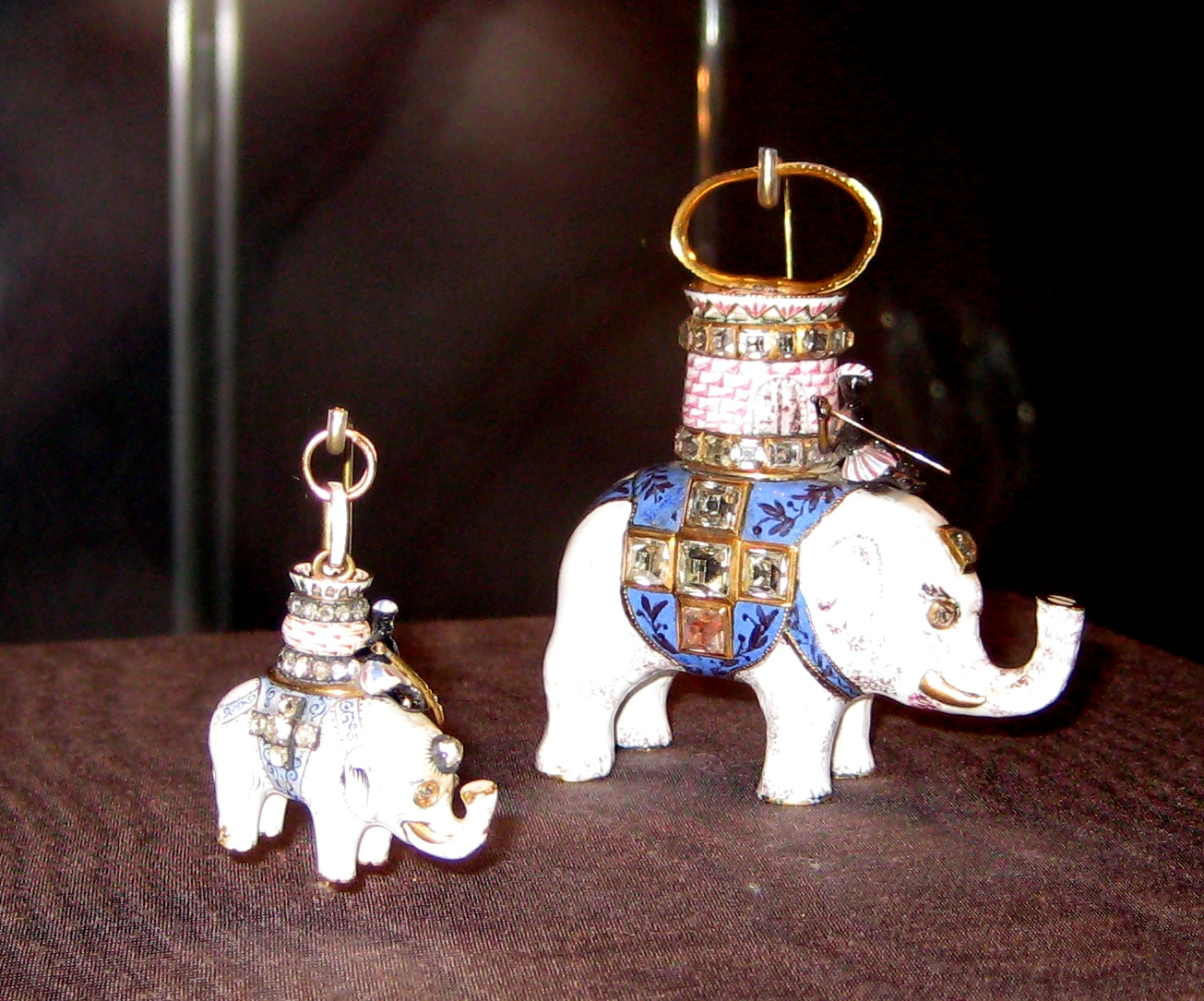
Řádové odznaky Řádu slona

Moderní systém státních vyznamenání Dánska byl vytvořen v 16. století. Skládá se z královských řádů a medailí, úředních či vládních medailí a několika soukromých medailí, které byly schváleny panovníkem. Tento systém řádů se vyznačuje stručností a stabilitou. To je dáno i tím, že se v Dánsku po staletí neměnilo státní zřízení a byla zde zachována monarchie. Od raného novověku (podle legendárních informací dokonce déle) jsou hlavními vyznamenáními království Řád slona a Řád Dannebrog.  Vedle řádů však existuje velké množství medailí.
Řád slona je známý vzhledem svého odznaku, který je v evropském prostředí jedinečný. Má podobu trojrozměrného smaltovaného slona s jezdcem. Jedná se o vzácné ocenění, které se postupem doby stalo diplomatickým vyznamenáním a obvykle je udíleno pouze cizím hlavám států, občanům Dánska je udílen velmi zřídka za mimořádně výjimečné zásluhy.
V 17. a 18. století byly učiněny pokusy o založení dalších čtyř řádů, ale žádný z nich nebyl udílen po smrti svého zakladatele.

## Řády
- Řád slona (Elefantordenen) – Tento řád existoval od středověku. Dne 1. prosince 1693 byl přijat moderní zákon zavádějící pravidla pro tento řád. Je nejvyšším vyznamenáním Dánského království a udílen je v jediné třídě.[2][3][4]
- Řád Dannebrog (Dannebrogordenen) – Tento řád existoval od středověku. Obnoven byl v roce 1671 a v roce 1808 byl přijat zákon o statutu řádu moderního typu. Udílen je v šesti třídách.[5]
  -  Čestný kříž Řádu Dannebrog (Dannebrogordenens Hæderstegn) byl založen v roce 1808. Udílen je dánským členům Řádu Dannebrog, kteří si zasloužili zvláštní vyznamenání za zásluhy o záchranu života.[2][3]

### Zaniklé řády
- Řád ozbrojené ruky – Tento rytířský řád byl založen 2. prosince 1616. Přijímání rytířů do řádu proběhlo pouze jednou, kdy bylo přijato dvanáct pánů. Po jejich smrti řád zanikl.
- Řád dokonalé unie – Řád byl založen na památku desátého výročí svatby krále Kristiána VI. a královny Žofie Magdaleny dne 7. srpna 1732. Měl jednu třídu a po smrti královny již nebyl udílen.
- Řád Matyldy – Přijímání do řádu proběhlo pouze jednou, kdy bylo do řádu přijato dvanáct rytířů. Řád byl založen královnou Matyldou dne 29. ledna 1711 na počest narozenin jejího duševně nemocného manžela, krále Kristiána VII.
- Řád Kristiána VII. – Řád byl založen 21. října 1774 na památku svatby korunního prince Frederika s princeznou Žofií Frederikou Meklenbursko-Zvěřínskou. Po smrti královny Juliany Marie Brunšvické přestal být udílen.

## Medaile

### Civilní medaile
- Medaile za zásluhy (Fortjenstmedaljen) – Toto vyznamenání je udíleno ve čtyřech třídách. Založena byl dne 16. května 1792.[2]
- Ingenio et arti (Ingenio et Arti) – Toto vyznamenání bylo založeno dne 31. srpna 1841. Udílena je umělcům a vědcům za mimořádnou práci.[6]
- Královská medaile za odměnu (Den Kongelige Belønningsmedalje) – Toto vyznamenání bylo založeno dne 4. září 1865. Udílena je ve čtyřech třídách za dlouholetou práci pro jednoho zaměstnavatele.[7]
- Medaile za vznešené činy (Medaljen for Ædel Dåd) – Toto vyznamenání bylo založeno dne 12. června 1793. Udílena je za život zachraňující činy, kdy zachránce riskoval vlastní život.[8]
- Medaile ministra spravedlnosti (Justitsministerens Medalje) – Toto vyznamenání bylo založeno dne 12. dubna 2019. Udílena je Dánům i cizincům, kteří vynaložili zvláště odvážné úsilí.[9]
- Medaile ministerstva spravedlnosti pro padlé ve službě (Justitsministeriets Medalje for Omkommet i Tjeneste) – Toto vyznamenání bylo založeno dne 12. dubna 2019. Udílena je zaměstnancům ministerstva, kteří zemřeli v důsledku trestného činu v souvislosti s výkonem služby.[9]
- Medaile ministerstva spravedlnosti za zranění ve službě (Justitsministeriets Medalje for Sårede i Tjeneste) – Toto vyznamenání bylo založeno dne 12. dubna 2019. Udílena je zaměstnancům ministerstva spravedlnosti, kteří byli vážně psychicky či fyzicky zraněni v důsledku trestného činu v souvislosti s výkonem služby.[9]
- Medaile ministerstva spravedlnosti za mezinárodní službu (Justitsministeriets Medalje for International Indsats) – Toto vyznamenání bylo založeno dne 12. dubna 2019. Udílena je zaměstnancům ministerstva, včetně policistů, kteří vynikli při mezinárodním nasazení.[9]
- Medaile cti dánského výboru pro cestovní ruch (Danmarks Turistråds Hæderstegn) – Toto vyznamenání bylo založeno dne 26. února 1963. Udílena je osobám, které vyvinuly zvláštní úsilí na podporu dánského cestovního ruchu. Každý rok může být uděleno maximálně pět medailí a pouze dvě z nich mohou dostat občané Dánska.[2][10]
- Nersornaat – Toto vyznamenání bylo založeno dne 1. května 1989. Udíleno je za záslužnou službu Grónsku na poli veřejné služby, obchodu, umění a vědy.[2][11]

### Medaile uniformovaných složek
- Kříž za statečnost (Tapperhedskorset) – Toto vyznamenání bylo založeno dne 14. listopadu 2011. Je to nejvyšší vyznamenání za statečnost.[3][12]
- Medaile obrany za statečnost (Forsvarets Medalje for Tapperhed–) Toto vyznamenání bylo založeno dne 30. října 1995. Udíleno je vojákům i civilním zaměstnancům obrany, kteří učinili hrdinský skutek v boji či během teroristického útoku.[2][13][14]
- Medaile obrany za skvělou službu (Forsvarets Medalje for Fremragende Tjeneste) – Toto vyznamenání bylo založeno dne 7. prosince 2009. Udíleno bylo za mimořádnou službu v ozbrojených silách Dánska.[15]
- Záslužná letecká medaile (Medaljen for Udmærket Lufttjeneste) – Toto vyznamenání bylo založeno dne 30. května 1962. Udíleno je pilotům a členům osádek, kteří po dlouho dobu plnili roli vzoru pro ostatní, nebo za vysoce nebezpečné záchranné operace, bez podstoupení zbytečného rizika.[2][14][16]
- Medaile obrany pro padlé ve službě (Forsvarets medalje for Faldne i Tjeneste) – Toto vyznamenání bylo založeno dne 1. ledna 2010. Udílena je příslušníkům ministerstva obrany, jež padli při během služby v důsledku ozbrojeného činu či během teroristických útoků.[17]
- Medaile obrany za zranění ve službě (Forsvarets medalje for Sårede i Tjeneste) – Toto vyznamenání bylo založeno dne 1. ledna 2010. Udílena je příslušníkům ministerstva obrany, kteří byli zranění při výkonu služby během ozbrojeného boje nebo teroristického útoku.[18]
- Medaile za dlouholetou službu v námořnictvu (Hæderstegn for God Tjeneste ved Søetaten) – Toto vyznamenání bylo založeno dne 29. ledna 1801. Udíleno je příslušníkům dánského námořnictva za 25 a 40 let nepřerušené služby.[2][14][19]
- Medaile za dlouholetou službu v armádě (Hæderstegn for God Tjeneste ved Hæren) – Toto vyznamenání bylo založeno dne 26. září 1945. Udíleno je příslušníkům dánské armády za 25 a 40 let nepřerušované služby.[2][14][20]
- Medaile za dlouholetou službu v letectvu (Hæderstegn for God Tjeneste ved Flyvevåbnet) – Toto vyznamenání bylo založeno dne 11. března 1953. Udíleno je příslušníkům dánského letectva za 25 a 40 let nepřerušované služby.[2][14][21]
- Medaile za dlouholetou službu v ozbrojených silách (Hæderstegn for God Tjeneste) – Toto vyznamenání bylo založeno dne 11. března 1953. Udíleno je příslušníkům ozbrojených sil Dánska, kteří nedosáhli na medaili za dlouholetou službu jednotlivých složek, za 25 a 40 let nepřerušované služby.[2][14][22]
- Medaile za dlouholetou službu u rezervistů (Hæderstegn for God Tjeneste i Forsvarets Reserve) – Medaile byla založena dne 16. dubna 1978. Udílena je rezervistům ozbrojených sil Dánska za 25. let služby.[2][14][23]
- Medaile ministra obrany (Forsvarsministerens Medalje) –  Toto vyznamenání bylo založeno dne 7. prosince 2000. Udíleno je ministrem obrany za mimořádné nebojové skutky, za hrdinství mimo boj a padlým v akci mimo bojové nasazení.[24]
- Medaile obrany za příkladnou službu (Forsvarets Medalje for Fortjenstfuld Indsats) – Toto vyznamenání bylo založeno dno 27. listopadu 1991. Původně byla udílena za zásluhy při nasazení mimo Dánsko. Od roku 2010 se udílí civilistům či vojákům za záslužnou službu při vylepšování dánské obrany.[25]
- Medaile obrany za mezinárodní službu (Forsvarets Medalje for International Tjeneste, Enkeltmandsudsendelse) – Toto vyznamenání je udíleno za mezinárodní nasazení.
- Medaile obrany za mezinárodní službu, Afghánistán (Forsvarets Medalje for International Tjeneste, Afghanistan) – Toto vyznamenání bylo založeno dne 1. ledna 2010. Udíleno je za mezinárodní nasazení v Afghnáistánu v rámci dánských ozbrojených sil (ISAF apod.).[26]
- Medaile obrany za mezinárodní službu, Kosovo (Forsvarets Medalje for International Tjeneste, Kosovo) – Toto vyznamenání bylo založeno dne 1. ledna 2010. Udíleno je za mezinárodní nasazení v Kosovu v rámci dánských ozbrojených sil (KFOR apod.).[27]
- Medaile obrany za mezinárodní službu, Libanon (Forsvarets Medalje for International Tjeneste, Libanon) – Toto vyznamenání bylo založeno dne 1. ledna 2010. Udíleno je za mezinárodní nasazení v Libanonu v rámci dánských ozbrojených sil.[28]
- Medaile obrany za mezinárodní službu, Adenský záliv (Forsvarets Medalje for International Tjeneste, Adenbugten) – Toto vyznamenání je udíleno za mezinárodní nasazení v Adenském zálivu v rámci dánských ozbrojených sil.[29]
- Medaile obrany za mezinárodní službu, Sýrie (Forsvarets Medalje for International Tjeneste, Middelhavet) – Toto vyznamenání je udíleno za účast na operaci, jež odstraňovala chemické zbraně ze Sýrie.
- Medaile obrany za mezinárodní službu 1948–2009 (Forsvarets Medalje for International Tjeneste 1948-2009) – Toto vyznamenání bylo založeno roku 2015. Udíleno je za mezinárodní nasazení v rámci dánských ozbrojených sil v období mezi lety 1948 a 2009.
- Medaile domobrany za zásluhy (Hjemmeværnets Fortjensttegg–)  Toto vyznamenání bylo založeno dne 11. února 1959. Udílena je udílena za zvláštní přínos dánské domobraně, obvykle se udílí politikům apod.[2][14][30]
- Vyznamenání domobrany za 25 let služby (Hjemmeværnets 25 års-tegn) – Toto vyznamenání bylo založeno dne 25. listopadu 1973. Udíleno je příslušníkům dánské domobrany za 25 let služby.[2][14][31]
- Vyznamenání domobrany za 40 let služby (Hjemmeværnets 40 års-tegn) – Toto vyznamenání bylo založeno dne 6. září 1988. Udíleno je příslušníkům dánské domobrany za 40 let služby.[2][14][31]
- Vyznamenání domobrany za 50 let služby (Hjemmeværnets 50 års-tegn) – Toto vyznamenání bylo založeno dne 12. dubna 2000. Udíleno je příslušníkům dánské domobrany za 50 let služby.[2][14][31]
- Vyznamenání domobrany za 60 let služby (Hjemmeværnets 60 års-tegn) – Toto vyznamenání bylo založeno dne 12. června 2009. Udíleno je příslušníkům dánské domobrany za 60 let služby.[2][14][31]
- Medaile za dlouholetou službu v civilní službě (Hæderstegnet for 25 års god tjeneste i Civilforsvaret) – Toto vyznamenání bylo založeno dne 25. dubna 1963. Udílena je za 25 let příkladné služby v civilní obraně.[32]
- Čestný odznak Ligy civilní obrany (Beredskabsforbundets Hæderstegn) – Toto vyznamenání bylo založeno dne 9. listopadu 1956. Udíleno je za mimořádnou práci pro civilní obranu v Dánsku po dobu přesahující 15 let.[2][33]
- Medaile za připravenost na záchranu (Redningsberedskabets Medalje) – Toto vyznamenání bylo založeno dne 20. dubna 1994. Udíleno je za účast na mezinárodních humanitárních misích mimo hranice Dánska.[2][34]
- Medaile za dlouholetou službu hasičského sboru (Hæderstegn for God Tjeneste i Brandvæsnet) – Toto vyznamenání bylo založeno dne 5. prosince 1973. Udíleno je za 25 let příkladné služby v hasičském sboru.[2][35]
- Policejní medaile za dlouholetou službu (Hæderstegn for God Tjeneste i Politiet) – Toto vyznamenání bylo založeno dne 18. června 1959. Udílena je po 25 letech záslužné službu příslušníkům dánské policie.[2][36]
- Čestný odznak Dánské asociace rezervních důstojníků (Reserveofficersforeningen i Danmarks Hæderstegn) – Toto vyznamenání bylo založeno dne 27. dubna 1950. Udíleno je Dánskou asociací rezervních důstojníků. Běžně se udílí dva až tři vyznamenání ročně.[2][37]
- Čestná medaile Komory dánských řemesel (Håndværksrådets Hæderstegn) – Toto vyznamenání bylo založeno dne 19. února 1965- Udíleno je za dlouholetou práci v řemeslnickém svazu.[2][38]
- Čestný odznak Společnosti dánských vojenských sportovců (Dansk Militært Idrætsforbunds Hæderstegn) – Toto vyznamenání bylo založeno dne 23. listopadu 1968. Udíleno bylo osobám, kteří vyvinuli zvláštní úsilí na podporu dobrovolné atletiky v dánské armádě.[2]
- Čestný odznak Dánského červeného kříže (Dansk Røde Kors Hæderstegn) – Toto vyznamenání bylo založeno dne 19. února 1916. Udíleno je za zvláštní a obvykle prodlouženou službu Dánskému Červenému kříži.[2][39]
- Záslužná medaile Dánského červeného kříže (Dansk Røde Kors Fortjensttegn) – Toto vyznamenání bylo založeno dne 28. března 1963. Udílena je vedoucím dobrovolníkům Červeného kříže.[2][40]
- Medaile za mír (De Blå Baretters Fredsprismedalje) – Toto vyznamenání bylo založeno roku 1995.

### Pamětní medaile
- Pamětní medaile zlaté svatby krále Kristiána IX. a královny Luise (Erindringstegnet i anledning af Kong Christian IX og Dronning Louises Guldbryllup) – Toto vyznamenání bylo založeno dne 26. května 1892. Uděleno bylo příslušníkům královského dvora v den zlatého výročí a to členům královské rodiny, zaměstnancům a dalším.[41]
- Pamětní medaile krále Kristiána IX. (Kong Christian den Niendes Mindemedalje) – Toto vyznamenání bylo založeno dne 13. února 1906. Medaile byla udělena příslušníkům stráže, kteří byli ve službě když král dne 29. ledna 1906 zemřel.[42]
- Pamětní medaile krále Frederika VIII. (Kong Frederik den Ottendes Mindemedalje) – Toto vyznamenání bylo založeno dne 10. července 1912. Uděleno bylo vojákům, kteří pomáhali při transportu ostatků krále a kteří stáli na čestné stráži během králova pohřbu.
- Vojenská pamětní medaile krále Kristiána X. (Kong Christian den Tiendes Militære Erindringsmedaille) – Toto vyznamenání bylo založeno dne 5. května 1914. Princ Kristián, pozdější král Kristián X., byl prvním z královské rodiny, kdo podstoupil základní vojenský výcvik spolu s dalšími řadovými branci. Sám princ požádal svého dědečka krále Kristiána IX., aby mu tento výcvik bez zvláštních ohledů na jeho původ povolil. U příležitosti 25. výročí jeho vstupu do armády uspořádal oslavu a svým druhům z armády udělil tuto medaili.
- Pamětní medaile Královské jízdní stráže (Hestgardens Erindringsmedalje) – Toto vyznamenání bylo založeno dne 31. května 1916. Udělena byla celkem 51 lidem při příležitosti 50. výročí Královské jízdní stráže.
- Pamětní medaile krále Kristiána X. Jezdecké poddůstojnické akademie (Christian den Niendes Erindringsmedaille fra Rytteriets Sekondløjtnant-, Sergent-, og Korporalskole) – Toto vyznamenání bylo založeno dne 4. listopadu 1926.
- Pamětní medaile k příležitosti 25. výročí imatrikulace krále Kristiána X. na Vojenské akademii (Kong Christian den Tiendes Erindringstegn fra Officersskolen) – Toto vyznamenání bylo založeno dne 20. března 1916. Uděleno bylo vojenským druhům krále při příležitosti 25. výročí imatrikulace z vojenské akademie pro důstojníky.
- Medaile 100. výročí narození krále Kristiána IX. (Mindemedaillen i Anledning af Hundredeårsdagen for Kong Christian den Niendes Fødsel) – Toto vyznamenání bylo založeno dne 11. března 1918. Udělena byl členům královského dvora a zaměstnancům krále Kristiána IX. Udělena byla i členům královské rodiny.
- Pamětní medaile k příležitosti 50. výročí imatrikulace krále Kristiána X. na Vojenské akademii (Kong Christian den Tiendes Erindringsmedaille til Minde om 50-års dagen for Hans Majestæts Afgang fra Officersskolen) – Tato medaile byla založena dne 20. března 1941. Uděleno bylo vojenským druhům krále při příležitosti 50. výročí imatrikulace z vojenské akademie pro důstojníky.
- Medaile 100. výročí narození krále Frederika VIII. (Mindemedaillen i Anledning af Hundredeårsdagen for Kong Frederik den Ottendes Fødsel) – Toto vyznamenání bylo založeno dne 29. dubna 1943. Udělena byl členům královského dvora a zaměstnancům krále Frederika VIII. Udělena byla i členům královské rodiny.[43]
- Pamětní medaile krále Kristiána X. (Kong Christian den Tiendes Mindemedaille) – Toto vyznamenání bylo založeno dne 26. září 1947. Uděleno bylo vojákům, kteří pomáhali při transportu ostatků krále a těm, jež stáli na čestné stráži během králova pohřbu.
- Medaile 100. výročí narození krále Kristiána X. (Mindemedaillen i Anledning af Hundredeårsdagen for Kong Christian den Tiendes Fødsel) – Toto vyznamenání bylo založeno dne 9. září 1970. Udělena byla dvanácti nejbližším členům rodiny zemřelého krále.
- Pamětní medaile krále Frederika IX. (Kong Frederik den Niendes Mindemedaille) – Toto vyznamenání bylo založeno dne 30. června 1972. Uděleno bylo vojákům, kteří pomáhali při transportu ostatků krále a těm, jež stáli na čestné stráži během králova pohřbu. Získalo jej také několik lidí se speciálními zásluhami.[44]
- Pamětní medaile 50. výročí návratu královny Ingrid do Dánska (Erindringsmedaillen i Anledning af 50-års-dagen for Hendes Majestæt Dronning Ingrids Ankomst til Danmark) – Toto vyznamenání bylo založeno dne 15. května 1985. Uděleno bylo 15 členům královské rodiny a 35 zaměstnancům královského dvora.
- Pamětní medaile k příležitosti 50. narozenin Jejího Veličenstva královny Markéty (Erindringsmedalje i Anledningen af Hendes Majestæt Dronningens 50-års Fødselsdag) – Toto vyznamenání bylo založeno dne 6. dubna 1990. Uděleno bylo osobám spojeným s královským dvorem, kteří poskytovali speciální služby královně.
- Pamětní medaile k příležitosti výročí stříbrné svatby Jejího Veličenstva královny a Jeho královské Výsosti prince (Erindringsmedaljen i anledning af Hendes Majestæt Dronning Margrethe og Hans Kongelige Højhed Prins Henriks sølvbryllup) – Toto vyznamenání bylo založeno dne 10. června 1992. Udělena byla příslušníkům královského dvora při příležitosti výročí stříbrné svatby královského páru, a to členům královské rodiny, zaměstnancům a dalším.
- Pamětní medaile stříbrného výročí královny Markéty Dánské (Erindringsmedaljen i anledning af H.M. Dronning Margrethes II's 25-års regeringsjubilæum) – Toto vyznamenání bylo založeno dne 14. ledna 1997. Uděleno bylo členům královského dvora při příležitosti stříbrného výročí královny, a to členům královské rodiny, zaměstnancům a dalším.[45]
- Medaile 100. výročí narození krále Frederika IX. (Mindemedaillen i Anledning af Hundredeårsdagen for Kong Frederik den Niendes Fødsel) – Toto vyznamenání bylo založeno dne 8. března 1999. Udělena byl členům královského dvora a zaměstnancům krále Frederika IX. Udělena byla i členům královské rodiny.
- Pamětní medaile královny Ingrid (Dronning Ingrids Mindemedalje) – Toto vyznamenání bylo založeno dne 28. března 2001. Uděleno bylo blízkým příbuzným zesnulé královny, služebníkům se speciální vazbou na královnu a osobám, kteří pomáhali s pohřbem. Celkem bylo uděleno 375 medailí.
- Medaile k 75. narozeninám prince Henrika (Medaljen for Prins Henriks 75-års Fødselsdag) – Toto vyznamenání bylo založeno dne 11. června 2009. Uděleno bylo členům královského dvora při příležitosti princových 75. narozenin, a to členům královské rodiny, zaměstnancům a dalším.
- Pamětní medaile k příležitosti 70. narozenin Jejího Veličenstva královny Markéty (Erindringsmedalje i Anledningen af Hendes Majestæt Dronningens 70-års Fødselsdag) – Toto vyznamenání bylo založeno dne 16. dubna 2010. Uděleno bylo členům královského dvora při příležitosti královniných 70. narozenin, a to členům královské rodiny, zaměstnancům a dalším.
- Pamětní medaile rubínového výročí královny Markéty Dánské (Erindringsmedaille i anledning af Hendes Majestæt Dronningens 40 års regeringsjubilæum) – Toto vyznamenání bylo založeno dne 14. ledna 2012. Uděleno bylo členům královského dvora při příležitosti rubínového výročí královny, a to členům královské rodiny, zaměstnancům a dalším.
- Pamětní medaile k příležitosti 75. narozenin Jejího Veličenstva královny Markéty (Erindringsmedalje i Anledningen af Hendes Majestæt Dronningens 75-års Fødselsdag) – Toto vyznamení bylo založeno dne 16. dubna 2015. Uděleno bylo členům královského dvora při příležitosti královniných 70. narozenin, a to členům královské rodiny, zaměstnancům a dalším.
- Pamětní medaile zlaté svatby Jejího Veličenstva královny Markéty a Jeho královské Výsosti prince Henrika (Erindringsmedaillen i anledning af Hendes Majestæt Dronning Margrethes og Hans Kongelige Højhed Prins Henriks guldbryllup) – Toto vyznamenání bylo založeno dne 10. června 2017. Uděleno bylo příslušníkům královského dvora při příležitosti zlaté svatby, a to členům královské rodiny, zaměstnancům a dalším.[46]
- Pamětní medaile prince Henrika (Prins Henriks Mindemedaille) – Toto vyznamenání bylo založeno dne 11. června 2018. Udělena byla za službu v souvislosti se smrtí a pohřbem prince Henrika.[47]
- Pamětní medaile k příležitosti 80. narozenin Jejího Veličenstva královny Markéty (Erindringsmedalje i Anledningen af Hendes Majestæt Dronningens 80-års Fødselsdag)
- Pamětní medaile k příležitosti 50. výročí nástupu Jejího Veličenstva na trůn[48] (Erindringsmedaillen i anledning af Hendes Majestæt Dronningens 50-års regeringsjubilæum)[49] – Vyznamenání bylo založeno 14. ledna 2022. Uděleno bylo příslušníkům královského dvora za služby v souvislosti se zlatým výročím nástupu královny Markéty na trůn. Udělovalo se členům královské rodiny, zaměstnancům a dalším.

### Zaniklé medaile
- Medaile svobody krále Kristiána X. (Kong Christian den Tiendes frihedsmedaille) – Toto vyznamenání bylo založeno dne 5. května 1946.[50][51]
- Pamětní medaile 350. výročí Královské osobní stráže – Toto vyznamenání bylo založeno roku 2008.
- Pamětní medaile 400. výročí Strážného husarského pluku – Toto vyznamenání bylo založeno roku 2014.